# سياسة مكسيكو سيتي
سياسة مكسيكو سيتي هي سياسة سابقة للحكومة الأمريكية منعت التمويل الفيدرالي الأمريكي للمنظمات غير الحكومية التي قدمت استشارات بشأن الإجهاض، أو دعت إلى إلغاء تجريم الإجهاض. وهي سياسة حكومية أمريكية تتطلب من المنظمات غير الحكومية الأجنبية أن تؤكد أنها لن تمارس أو تروج بنشاط للإجهاض كطريقة لتنظيم الأسرة مع دول غير الولايات المتحدة. يجب ألا تشمل هذه السياسة الأموال الأمريكية كشرط لتلقي المساعدة الأمريكية العالمية في مجال تنظيم الأسرة، وخلال تنفيذها في 23 يناير 2017، يجب ألا تشمل أي مساعدة صحية أمريكية عالمية أخرى، بما في ذلك المساعدات الأمريكية العالمية لمكافحة فيروس نقص المناعة البشرية وصحة الأم والطفل.
تم تنفيذ سياسة مكسيكو سيتي لأول مرة في 20 يناير 1985، من قبل إدارة ريغان الثانية. ومنذ ذلك الوقت، فرضت الوكالة الأمريكية للتنمية الدولية (USAID) هذه السياسة خلال جميع الإدارات الجمهورية اللاحقة، ثم ألغت هذه السياسة بناءً على توجيهات جميع الإدارات الديمقراطية. بعد تنفيذها لأول مرة من قبل الرئيس الجمهوري رونالد ريجان في عام 1985، تم إلغاء السياسة في عام 1993 من قبل الرئيس الديمقراطي بيل كلينتون، أعاد فرضها في عام 2001 من قبل الرئيس الجمهوري جورج دبليو بوش، وألغاها في عام 2009 من قبل الرئيس الديمقراطي باراك أوباما، أعاد فرضها في عام 2017 من قبل الرئيس الجمهوري دونالد ترامب، ألغاها في عام 2021 من قبل الرئيس الديمقراطي جو بايدن.
تشير الأبحاث إلى أن هذه السياسة أدت إلى زيادة حالات الحمل غير المقصود والإجهاض من خلال خفض التمويل لمنظمات تنظيم الأسرة التي تستخدم الإجهاض كواحدة من العديد من طرق تنظيم الأسرة. من خلال الحد من الوصول إلى وسائل منع الحمل الحديثة والمعلومات حول تنظيم الأسرة والأمراض المنقولة جنسياً، ارتبطت هذه السياسة بارتفاع معدلات وفيات الأمهات والرضع، فضلاً عن ارتفاع معدلات الإصابة بفيروس نقص المناعة البشرية.

## نطاق السياسة
تتطلب السياسة من المنظمات غير الحكومية لتلقيها أموالًا فيدرالية أمريكية الموافقة على إجراء أو الترويج بنشاط للإجهاض كطريقة لتنظيم الأسرة في دول أخرى". كما تتضمن السياسة استثناءات لعمليات الإجهاض التي يتم إجراؤها استجابة للاغتصاب أو سفاح القربى أو الظروف المهددة للحياة.

## تاريخ السياسة
سميت هذه السياسة على اسم مدينة مكسيكو، بسبب انعقاد مؤتمر الأمم المتحدة الدولي للسكان والتنمية حيث تم الإعلان عنها من قبل الرئيس الأمريكي رونالد ريجان في عام 1984. تم التفاوض على اللغة النهائية لسياسة عام 1984 من قبل آلان كيز نائب رئيس الوفد الأمريكي، وكان يشغل منصب مساعد وزير الخارجية.
أصبح لزاما على المنظمات بعد إنشاء سياسة مكسيكو سيتي، تلبية شروطها المحددة حتى تحصل على التمويل الفيدرالي من الولايات المتحدة، ونتيجة لهذا، لم تعد وكالات الإجهاض الدولية تتلقى جزءاً من أموالها من هذا المصدر. خسر الاتحاد الدولي لتنظيم الأسرة أكثر من 20% من إجمالي تمويله بسبب عدم تغيير نهج عمله. كما أن منظمات تنظيم الأسرة الأخرى، وقد تم تخفيض تمويل العديد من الجمعيات مثل: جمعية الإرشاد الأسري في إثيوبيا وجمعية تنظيم الأسرة في زامبيا ، لعدم التزامها بموجب سياسة مكسيكو سيتي. تكيفت المنظمات غير الحكومية في رومانيا وكولومبيا مع المبادئ التوجيهية الأميركية الجديدة واستمرت في التأهل للحصول على التمويل الفيدرالي.
في عامي 1987 و1988، تم الطعن في هذه السياسة ضد الوكالة الأمريكية للتنمية الدولية ،من خلال حكمين صادرين عن محكمة الاستئناف الأمريكية ضد الوكالة الأمريكية للتنمية الدولية، والتي شملت فيل هارفي ومنظمتين غير حكوميتين أجنبيتين، واتحاد تنظيم الأسرة الأمريكي وفي نهاية المطاف، ساهمت أحكام المحكمة في استخدام هذه السياسة فقط ضد المنظمات غير الحكومية الأجنبية، في حين لم يتم تطبيقها ضد المنظمات غير الحكومية الأميركية.
في 22 يناير 1993، ألغى الرئيس بيل كلينتون سياسة مكسيكو سيتي. وأشار إلى أن هذه السياسة واسعة النطاق بشكل مفرط وذكر أنها "قوضت الجهود الرامية إلى تعزيز برامج تنظيم الأسرة الآمنة والفعالة في الدول الأجنبية". في 22 يناير 2001، أعاد الرئيس جورج دبليو بوش العمل بهذه السياسة، قائلاً: "إنني مقتنع بأنه لا ينبغي استخدام أموال دافعي الضرائب لدفع تكاليف عمليات الإجهاض أو الدعوة إلى الإجهاض أو الترويج له بنشاط، سواء هنا أو في الخارج. لذلك، فإنني أعتقد أنه ينبغي استعادة سياسة مكسيكو سيتي". في سبتمبر 2007، قدمت باربرا بوكسر ، عضو مجلس الشيوخ عن ولاية كاليفورنيا، تعديلاً يهدف إلى رفع شروط التمويل المنصوص عليها في سياسة مدينة مكسيكو. وقد تم الموافقة عليه بأغلبية 53 صوتًا مقابل 41 صوتًا. وعد الرئيس بوش باستخدام حق النقض ضد أي تشريع من شأنه إلغاء سياسة مكسيكو سيتي. تم إلغاء هذه السياسة مرة أخرى من قبل الرئيس باراك أوباما في 23 يناير 2009، وأعيد فرضها مرة أخرى في 23 يناير 2017 من قبل الرئيس دونالد ترامب. ولم يكتف ترامب بإعادة العمل بالسياسة، بل قام بتوسيعها، بحيث أصبحت تشمل جميع المنظمات الصحية العالمية التي تتلقى تمويلاً من الحكومة الأميركية، وليس فقط منظمات تنظيم الأسرة التي تتلقى تمويلاً، كما كانت الحال في السابق. ويشمل ذلك مكاتب مثل الوكالة الأمريكية للتنمية الدولية، ووزارة الخارجية، ومنسق الإيدز العالمي، ومركز السيطرة على الأمراض والوقاية منها، والمعهد الوطني للصحة، ووزارة الدفاع.
ترتب على طبيعة هذه السياسة آثار على المنظمات في بلدان معينة مثل جنوب أفريقيا . وحتى لو كانت هذه المنظمات تدعم السياسة نفسها، فمن غير القانوني لها عدم إبلاغ المرأة التي تسعى إلى الإجهاض بحقوقها، و إحالتها إلى منشأة حيث يمكنها إجراء عملية الإجهاض. تم استبعاد خطة الرئيس الطارئة للإغاثة من الإيدز (PEPFAR) من سياسة مكسيكو سيتي في عهد إدارة جورج دبليو بوش.
في مايو 2017، أعلن ريكس تيلرسون عن توسيع نطاق السياسة، حيث كانت في الأصل عبارة عن حظر يغطي ما يقرب من 600 مليون دولار من أموال تنظيم الأسرة، ومنذ ذلك الحين تم تطبيق سياسة ترامب على جميع مساعدات الرعاية الصحية الدولية التي تقدمها الحكومة الأمريكية، ما يقرب من 9 مليارات دولار. تم إلغاء سياسة مكسيكو سيتي مرة أخرى من قبل الرئيس جو بايدن في 28 يناير 2021.

#### أثر السياسة
توصلت الدراسة التي أجريت عام 2011 في أفريقيا جنوب الصحراء الكبرى إلى أن سياسة مكسيكو سيتي، لها عواقب غير مقصودة تمثلت في زيادة عدد حالات الإجهاض، حيث اقترح المؤلفون أن انخفاض الدعم المالي لمنظمات تنظيم الأسرة أدى إلى زيادة عدد حالات الحمل العرضي. توصلت دراسة ثانية أجريت في غانا عام 2015، إلى أن هذه السياسة أدت إلى زيادة حالات الحمل غير المقصود والإجهاض. في مقال افتتاحي عام 2017 في نيو إنغلاند جورنال أوف ميديسين، قال خبراء الصحة في جامعة ستانفورد ناثان لو وميشيل باري إن الأبحاث أظهرت أن هذه السياسة تؤدي إلى زيادة حالات الحمل غير المقصود والإجهاض. وكتبوا أن "إعادة فرض سياسة مكسيكو سيتي هي مثال صارخ على صناعة السياسات الخالية من الأدلة التي تتجاهل أفضل البيانات العلمية، مما يؤدي إلى سياسة تضر بالصحة العالمية، وفي نهاية المطاف، الشعب الأمريكي". وخلصت افتتاحيات عام 2017 في المجلة الطبية البريطانية من قبل خبراء الصحة في كلية الطب بجامعة ميشيغان ومجلة ذا لانسيت من قبل خبراء الصحة في جامعة تورنتو وجامعة كولومبيا ومعهد جوتماشر إلى نفس النتيجة.
علقت الخبيرة الإقتصادية بجامعة روتجرز يانا فان دير مولين رودجرز في كتابها الصادر عام 2019 بعنوان قاعدة تكميم الأفواه العالمية وصحة المرأة الإنجابية، أن سياسة مدينة مكسيكو لم تقلل من حالات الإجهاض، بل ربما زادت من حالات الإجهاض غير الآمن، وأثرت سلبًا على النتائج الصحية للرجال والنساء والأطفال. إن تنفيذ سياسة مكسيكو سيتي خلال إدارة جورج دبليو بوش (2001-2009) أدى بشكل غير مقصود إلى زيادة حالات الإجهاض. ومن خلال الحد من التمويل لمنظمات تنظيم الأسرة، التي تستخدم الإجهاض كواحدة من العديد من طرق تنظيم الأسرة، انخفض استخدام وسائل منع الحمل وزادت حالات الحمل. عندما كانت سياسة مكسيكو سيتي سارية المفعول في عهد إدارة بوش، كان معدل الإجهاض أعلى بنسبة 64% في ثلاثة عشر بلداً تأثرت بشدة بالسياسة مقارنة بالبلدان الأخرى المماثلة. وفي ظل إدارة بيل كلينتون التي سبقت ذلك مباشرة، عندما لم تكن تلك السياسة سارية المفعول، كان معدل الإجهاض في البلدان الثلاثة عشر أقل بنسبة 8% من المعدل في البلدان الأخرى المماثلة. ويقدر مؤلفو الدراسة أن فرض بوش لسياسة مكسيكو سيتي أدى إلى زيادة معدلات الإجهاض في البلدان الثلاثة عشر بنسبة 40%، وأن بقية الزيادة كانت لأسباب أخرى.

## المشاهدات
كانت السياسة التي تم سنها في الأصل من عام 1984 إلى عام 1993 تتحدث عن الإجهاض فقط، وليس عن تنظيم الأسرة بشكل عام. في عام 2001، أعيد تنفيذ السياسة وتوسيعها لتشمل جميع أنشطة تنظيم الأسرة الطوعية، وبدأ المنتقدون يشيرون إليها باسم " قاعدة تكميم الأفواه العالمية". يزعم هؤلاء المنتقدون أن هذه السياسة لا تؤدي فقط إلى تقليص التمويل الإجمالي المقدم لمنظمات غير حكومية بعينها، بل إنها تغلق أمامها إمكانية الوصول إلى الواقيات الذكرية وغيرها من أشكال منع الحمل التي توفرها الوكالة الأمريكية للتنمية الدولية. ويزعمون أن هذا يؤثر سلبًا على قدرة هذه المنظمات غير الحكومية على توزيع وسائل منع الحمل، مما يؤدي إلى انخفاض في استخدام وسائل منع الحمل ومن ثم إلى زيادة معدلات الحمل غير المقصود والإجهاض. تشير دراسة أجريت على دول في أفريقيا جنوب الصحراء الكبرى إلى أن حالات الحمل غير المقصودة زادت وتضاعفت حالات الإجهاض تقريبًا أثناء سريان هذه السياسة. يزعم المنتقدون أيضًا أن الحظر يعزز القيود المفروضة على حرية التعبير، فضلاً عن القيود المفروضة على المعلومات الطبية الدقيقة. إن هذه السياسة منعت النساء في جميع أنحاء العالم من الوصول إلى الفحوصات النسائية، والوقاية من الإيدز وعلاجه، وخيارات منع الحمل، وأوقفت شحن الواقيات الذكرية ووسائل منع الحمل إلى أكثر من 20 دولة.
يدعم الكرسي الرسولي سياسة مدينة مكسيكو، في حين قدم المنتدى البرلماني الأوروبي للسكان والتنمية عريضة إلى الكونجرس الأمريكي وقع عليها 233 عضواً تدين هذه السياسة. وذكر المنتدى أن هذه السياسة تقوض الإجماع والأهداف المتفق عليها دولياً. وقد زعم مؤيدو هذه السياسة، مستخدمين مثال الفلبين، أن الحظر يمنع المنظمات الصحية في الخارج من استخدام أموال الحكومة الأميركية لانتهاك قوانين منع الحمل والإجهاض في البلدان التي تعمل فيها.  يزعم المؤيدون أيضًا أن السياسة تمنع الوكالات الصحية من الترويج للإجهاض على حساب وسائل منع الحمل الأخرى.

## السياسات ذات الصلة
رأى بعض المعلقين الكاثوليك أن تقرير ساندباك الصادر عن الاتحاد الأوروبي، والذي يدعو إلى تمويل صندوق الأمم المتحدة للسكان، يتناقض مع سياسة مدينة مكسيكو. وقال المفوض الأوروبي بول نيلسون إن الاتحاد الأوروبي يرغب في سد فجوة اللياقة التي خلفتها سياسة مكسيكو سيتي.
يذكر صندوق الأمم المتحدة للسكان أنه لا يقدم الدعم لخدمات الإجهاض. اتهم الأفراد والمنظمات المناهضة للإجهاض صندوق الأمم المتحدة للسكان بدعم عمليات الإجهاض القسرية التي تنفذها الحكومة الصينية. امتنعت إدارة بوش عن تقديم التمويل للوكالة بسبب المخاوف بشأن تورطها المزعوم. توصل تحقيق أجرته وزارة الخارجية الأمريكية عام 2002 إلى عدم وجود دليل على أن صندوق الأمم المتحدة للسكان شارك عن علم في عمليات الإجهاض القسري. صرحت المنظمة بأنها لم ولن تتورط أبدًا في الإكراه في الصين أو في أي جزء من العالم. 
في عام 2010، أعلنت حكومة هاربر في كندا عن خطة مساعدات لتنمية صحة الأم لقمة مجموعة الثماني المقبلة والتي لم تتضمن الدعم المالي للإجهاض أو وسائل منع الحمل، مما استدعى مقارنات مع سياسة مدينة مكسيكو.